# Elin Hanssonová
Elin Hanssonová (nepřechýleně Elin Hansson; * 15 srpna 1985) je norská spisovatelka, novinářka a fotografka. Navštěvovala autorský školicí kurz Norského institutu dětské knihy a má zkušenosti jako novinářka v Dagbladet a novinářka a fotografka ve Fjell & Vidde. Jako autorka beletrie debutovala v roce 2019 románem Blyanthjerte, který byl v témže roce nominován na cenu ARK za dětskou knihu.